# Comandante Bow
El Comandante Bow es un personaje ficticio del Universo Expandido de Star Wars.
Tras la muerte del Comandante Appo en Kashyyyk, el Comandante Bow se convirtió en el comandante jefe de la Legión 501.
Una vez Vader fue retenido en el Cónclave de Kessel, siendo Bow y un escuadrón de soldados de asalto quienes lo salvaron. Tras este asunto, Bow siguió dirigiendo la 501, siendo así el soldado más fiel de Darth Vader.
Aunque no es seguro, es probable que él liderara el ataque a Naboo que terminó con la muerte de la reina Apailana, la Batalla en Mustafar contra Gizor Dellso y el ataque a Kamino contra los clones rebeldes, ayudado por Boba Fett.
Bow seguiría en la Guerra Civil Galáctica, siguiendo a Vader y al Imperio Galáctico. En tal caso de que aún continuara luchando, Bow participaría en la Batalla de Yavin, Batalla de Hoth y probablemente en la de Endor.
- Datos: Q5778187